# Sylviocarcinus australis
Sylviocarcinus australis е вид десетоного от семейство Trichodactylidae. Видът не е застрашен от изчезване.

## Разпространение и местообитание
Разпространен е в Аржентина, Бразилия (Мато Гросо, Мато Гросо до Сул и Рондония) и Парагвай.
Обитава сладководни басейни, заливи, реки и потоци.

## Описание
Популацията на вида е стабилна.